# Andor Károly
Andor Károly (1898-ig Kapp) (Makó, 1877. december 18. – Vác, 1948. február 28.) magyar tanár, író.

## Életpályája
Szülei: Kapp Károly és Róka Rozália voltak. Mint piarista szerzetes tanári oklevelet szerzett. 1894-ben lett a piarista rend tagja. 1901-ben pappá szentelték. 
1901–1902 között a kecskeméti piarista gimnázium magyar nyelv és irodalom, valamint latin tanára volt. 1902–1903 között Vácott helyettes tanárként dolgozott. 1903–1904 között a sátoraljaújhelyi főgimnázium magyar nyelv és irodalom, valamint latin helyettes tanára volt. 
1904-ben kilépett a rendből és a fővárosi polgári fiúiskola oktatója volt 1919-ig. A Tanácsköztársaság idején a Közoktatási Népbiztosság ügyosztályvezetője volt. 
1919–1925 között nem taníthatott. 1920-ban Vácra költözött. 1921–1927 között a váci Victoria cukrászda vezetője volt. 1922-től a váci Polgári Dalkör alapító elnöke és karnagya volt. 1924–1938 között a kormánypártok váci szervezetének főtitkára, majd elnöke lett. 1927–1928 között Vácott a vízmű tisztviselője, 1929–1943 között igazgatója volt. 1928–1945 között a Váci Kaszinó főtitkáraként dolgozott. 1943-ban nyugdíjba vonult.

## Magánélete
Felesége, Wingler Teodóra volt. Két gyermekük született: Gyula és László.

## Művei
- Lent a falu végén nem füstöl a kémény (1899)
- Magyarok nagyasszonyához (1902)
- Deák Ferenc emlékezete (Sátoraljaújhely, 1903)
- Magyar nyelvtan mondattani alapon 1–2. (Szabó Ignáccal, Budapest, 1903–1905, 1912)
- Magyar olvasókönyv 1–2. (Szabó Ignáccal, Budapest, 1904–1905)
- Csikósnóta (1904)
- A Budapest V. ker. Munkásotthon népkönyvtárának címjegyzéke. Összeállította Perényi Lajossal. (Budapest, 1905)
- Képviselőválasztás Vácon (Vác, 1931)
- Vác város vízműve (Vác, 1931)
- Vác. Prospektus (Vác, 1934)
- Epigrammák (Vác, 1938)
- A vízművek igazgatása (Budapest, 1940)